# كأس الخليج العربي 19
انطلقت بطولة كأس الخليج 2009 التاسعة عشر في يوم 4 يناير 2009، حيث أقيمت في سلطنة عمان في مسقط، على ملعبين ملعب مجمع السلطان قابوس وملعب الشرطة، ولعبت المباراة النهائية في يوم 17 يناير 2009. وقد فاز منتخب عمان لكرة القدم بهذه الدورة لأول مرة في تاريخه على حساب منتخب السعودية لكرة القدم ، وحقق المهاجم العماني حسن ربيع فيها لقب هداف البطولة برصيد 4 أهداف، وفاز حارس المرمى العماني علي الحبسي بلقب أفضل حارس في البطولة للمرة الرابعة على التوالي، وفاز السعودي ماجد المرشدي بلقب أفضل لاعب في البطولة.

## حقوق النقل

شعار الجزيرة الرياضية الفائزة بحقوق النقل التلفزيوني

وفي يوم 15 مارس 2008 فازت قناة الجزيرة الرياضية بحقوق نقل البطولة بعد منافسة من قبل قناة دبي الرياضية، أبو ظبي الرياضية وقنوات الكأس الرياضية، وفي يوم 14 يناير 2009 تعرت إستديوهات القناة لأضرار جسيمة بسبب العواصف الرعدية التي هبت على مسقط، وقد تحطمت كاميرات النقل التلفزيوني وأجهزة الإضاءة والأثاث الموجود داخل الأستوديو.

## القرعة
أقيمت قرعة البطولة في يوم 30 أكتوبر 2008 في ظل مخاوف من عدم مشاركة منتخب الكويت لكرة القدم بسبب إيقاف الاتحاد الدولي لكرة القدم النشاط الكروي في الكويت، وتم في القرعة جعل منتخب عمان لكرة القدم رأس للمجموعة الأولى بصفته مستضيف البطولة ومنتخب الإمارات لكرة القدم رأس للمجموعة الثانية بصفته حامل اللقب، وتم تقسيم باقي الفرق حسب تصنيفهم لدى الاتحاد الدولي لكرة القدم بحيث وضع منتخب البحرين لكرة القدم ومنتخب العراق لكرة القدم بالمستوى الأول ومنتخب السعودية لكرة القدم ومنتخب قطر لكرة القدم بالمستوى الثاني ومنتخب الكويت لكرة القدم ومنتخب اليمن لكرة القدم في المستوى الثالث، وتم عمل قرعتين الأولى بوجود منتخب الكويت والثانية من دون منتخب الكويت، وقد مثل الدول في هذه القرعة كل من ناصر الجوهر من السعودية وأحمد راضي من العراق وفهد الكواري من قطر ومحمد عمر من الإمارات وجياب باشافعي من اليمن وخميس عيد من البحرين ومحسن صالح الحربي من عمان.

## مشكلة الكويت مع الاتحاد الدولي
في 23 أكتوبر 2008 أوقف الاتحاد الدولي لكرة القدم الكويت عن المشاركة الخارجية في أي من البطولات بسبب حدوث بعض المشاكل الداخلية في الكويت وتدخل الحكومة في بعض القرارات الرياضية، وفي يوم 16 ديسمبر 2008 أرسل أمير الكويت الشيخ صباح الأحمد الجابر الصباح رسالة إلى رئيس الاتحاد الدولي لكرة القدم جوزيف بلاتر برفقة حاملها الشيخ أحمد فهد الأحمد الصباح لتعليق الإيقاف لكي يتم السماح للكويت المشاركة في البطولة، وفي يوم 20 ديسمبر 2008 رفع الاتحاد الدولي لكرة القدم الإيقاف عن الكويت لمدة ستة أشهر حتى يتم تعديل الأوضاع وبذلك باستطاعة الكويت المشاركة في كأس الخليج.

## الفرق المشاركة
- عمان (الدولة المستضيفة)
- الإمارات العربية المتحدة (حامل اللقب)
- قطر
- السعودية
- الكويت
- العراق
- البحرين
- اليمن

## تشكيلات الفريق
أعلنت الدول عن تشكيلاتها في يوم 29 ديسمبر 2008.

## البطولة

### ملخص البطولة
افتتحت البطولة في 4 يناير 2009 في افتتاح مبسط حيث ألغي حفل الافتتاح تضامنا مع الفلسطينيين في غزة، وقد حضر حفل الافتتاح الفرنسي ميشيل بلاتيني رئيس الاتحاد الأوروبي لكرة القدم والقطري محمد بن همام رئيس الاتحاد الأسيوي لكرة القدم، وكان الافتتاح تحت رعاية وزير الثقافة والتراث العماني هيثم بن طارق آل سعيد لتقوم فرقة العزف السلطانية بعزف السلام الوطني العماني وبدأ بعد ذلك طابور عرض المنتخبات بالدخول إلى أرض الملعب، وألقى بعد ذلك رشيد الهنائي وكيل وزارة الشؤون الرياضية العماني ونائب رئيس اللجنة المنظمة للبطولة ورئيس البطولة كلمة وجه فيها تحية ترحيب كبيرة إلى السلطان قابوس بن سعيد إلى المنتخبات المشاركة والوفود والضيوف والحضور في هذه التظاهرة الرياضي الخليجية، وقام بعد ذلك برفع علم البطولة على السارية المخصصة له، وبعد ذلك ألقى الوزير هيثم بن زياد كلمة قصيرة افتتح بها البطولة وكانت على الشكل التالي:
وبعد ذلك ألقى اللاعب العماني محمد ربيع قسم الدورة نيابة عن رؤساء الفرق المشاركة الأخرى.

#### الدور الأول
المباراة الأولى في المجموعة الأولى، الكويت وعمانفي المباراة الافتتاحية للبطولة بين منتخب عمان لكرة القدم ومنتخب الكويت لكرة القدم، انتهت المباراة بالتعادل السلبي، لتتواصل عقدة المباراة الافتتاحية للمنتخب المضيف، حيث لم ينجح أي منتخب مضيف في الفوز في المباراة الافتتاحية للبطولة منذ 16 عامًا عندما فاز منتخب قطر لكرة القدم على منتخب عمان لكرة القدم في افتتاح كأس الخليج 1992. قدم منتخب الكويت عرضا قويا فاجئ فيه المراقبين وأهدر اللاعبون عددا من الفرص المحققة للتسجيل، وكان أكثر من أهدر الفرص أحمد عجب الذي أضاع أربعة فرص محققة للتسجيل، وكان منتخب عمان قد بدأ المباراة بداية قوية وأراد أن يفاجئ منتخب الكويت بتسجيل هدف لاستغلال عامل الأرض والجمهور ولكنهم اصطدموا بدفاع منتخب الكويت، وكان منتخب عمان الأكثر استحواذا على الكرة في الشوط الأول، وفي الشوط الثاني بدأ منتخب الكويت بالمبادرة الهجومية، وأضاع أحمد عجب انفراد صريح مع الحارس العماني علي الحبسي الذي تصدى للكرة، وألغى الحكم الأوزبكي رافشان إرماتوف هدفا لمنتخب الكويت عن طريق مساعد ندا بحجة وجود خطأ على أحد اللاعبين، وبعدها أضاع لاعب منتخب عمان حسن ربيع فرصة محققة بعد أن سدد تمريرة أحمد مانع بجانب القائم الأيمن، وبعدها مرر بدر المطوع كرة إلى أحمد عجب الذي هيأ الكرة لنفسة وانفرد بالحارس العماني ليسددها خارج المرمى، وانفرد هاشم صالح بالحارس نواف الخالدي ولكن تدخل الحارس أفسد الهجمة لتنتهي المباراة، وقد اختير الحارس العماني علي الحبسي أفضل لاعب في المباراة.
المباراة الثانية في المجموعة الأولى، البحرين والعراقفي المباراة الثانية في نفس اليوم فاز منتخب البحرين لكرة القدم على منتخب العراق لكرة القدم بثلاثة أهداف مقابل هدف واحد، وسجل أهداف منتخب البحرين عبد الله عمر ومحمد سيد عدنان من ضربة جزاء وعبد الله الدخيل وسجل هدف منتخب العراق الوحيد يونس محمود من ضربة جزاء. كان المنتخب البحريني الطرف الأفضل طوال شوطي المباراة، بينما طرد لاعبين من منتخب العراق لكرة القدم هما هيثم كاظم وحارس مرماه نور صبري وإصابة نشأت أكرم، ففي الدقيقة الخامسة والعشرين حصل اللاعب هيثم كاظم على البطاقة الصفراء الثانية في المباراة ليطرد واستغل منتخب البحرين هذا الطرد فبعد ثلاثة دقائق مرر محمد سالمين كرة إلى سلمان عيسى الذي حولها إلى عبد الله عمر الذي سجلها في المرمى الخالي، وفي الدقيقة الخامسة والستين تلقى عبد الله عمر كرة داخل منطقة الجزاء أمام الحارس نور صبري الذي عرقله ليعلن الحكم عن ضربة جزاء ويطرد الحارس ليسجلها محمد سيد عدنان، وبعدها حصل منتخب العراق على ركلة جزاء سجل منها يونس محمود هدف تقليص الفارق، وفي الدقيقة الأخيرة من المباراة مرر سلمان عيسى كرة داخل منطقة الجزاء إلى عبد الله الدخيل الذي سجلها في المرمى لتنتهي المباراة بفوز منتخب البحرين على منتخب العراق، وهو أول فوز لمنتخب البحرين على منتخب العراق في دورات كأس الخليج، وقد اختير البحريني سلمان عيسى أفضل لاعب في المباراة.
المباراة الأولى في المجموعة الثانية، الإمارات واليمنفي المباراة الأولى في المجموعة الثانية التي لعبت بين منتخب الإمارات لكرة القدم ومنتخب اليمن لكرة القدم، انتهت المباراة بفوز منتخب الإمارات بثلاثة أهداف مقابل هدف، وسجل محمد عمر قائد منتخب الإمارات الهدف الأول من ضربة جزاء في الدقيقة السادسة، وبعده سجل إسماعيل الحمادي الهدف الثاني في الدقيقة الرابعة عشر من زمن المباراة، وأضاف محمد سعيد الشحي الهدف الثالث في الدقيقة السادسة والستين، قلص علي النونو الفارق في الدقيقة الأولى من الوقت البدل الضائع للشوط الثاني، وقد طرد لاعبين في المباراة، الأول هو لاعب منتخب اليمن محمد علي عماري الذي طرد في الدقيقة الثلاثين من المباراة والطرد الثاني كان من نصيب فارس جمعة من منتخب الإمارات الذي طرد في الدقيقة السادسة والثمانين.
المباراة الثانية في المجموعة الثانية، السعودية وقطرفي المباراة الثانية في المجموعة الثانية التي لعبت بين منتخب السعودية لكرة القدم ومنتخب قطر لكرة القدم انتهت المباراة بالتعادل السلبي 0-0، وقد اعتمد الطرفين نهجا دفاعيا في أغلب فترات المباراة، وكانت أولى المحاولات في المباراة للقطري خلفان إبراهيم خلفان الذي انطلق بالكرة وسددها في أحضان حارس مرمى منتخب السعودية وليد عبد الله في الدقيقة الثالثة عشر، وفي الدقيقة السادسة عشر سدد السعودي ياسر القحطاني ركلة حرة علت العارضة بقليل، وفي الشوط الثاني في الدقيقة السابعة والسبعين ارتبك الدفاع السعودي لتصل الكرة إلى خلفان إبراهيم خلفان الذي تفاجئ بها وسددها خارج المرمى.

#### الدور الثاني
المباراة الثالثة في المجموعة الأولى، عمان والعراقفي المباراة الثالثة في المجموعة الأولى التي لعبت بين منتخب عمان لكرة القدم ومنتخب العراق لكرة القدم حقق المنتخب العماني فوزا كبيرا على العراق بنتيجة 4-0، وسجل الأهداف كل من حسن ربيع ثلاثة أهداف وعماد الحوسني هدف واحد، ويعتبر هذا الفوز هو الفوز الثاني لعمان على العراق في تاريخ دورات الخليج بعد فوزهم عليهم في كأس الخليج 2004 في قطر بنتيجة 3-1 مقابل خمسة انتصارات للعراق وتعادل واحد، وبهذه النتيجة يخرج منتخب العراق من الدور الأول في البطولة للمرة الثالثة على التوالي، وقد خاض منتخب العراق المباراة بنقص خمسة لاعبين أساسيين بسبب الإيقاف والإصابة هم الحارس نور صبري وهيثم كاظم بسبب الطرد ونشأت أكرم وباسم عباس بسبب الإصابة وعلي رحيمه بسبب الإيقاف، وكانت أفضلية الشوط الأول لمنتخب عمان، حيث سجل الهدف الأول في الدقيقة 24 عن طريق حسن ربيع، وبعد ذلك حصل منتخب العراق على ركلة جزاء سددها اللاعب هوار ملا محمد وتصدى لها الحارس العماني علي الحبسي، ثم طرد لاعب منتخب العراق جاسم غلام بسبب حصوله على الإنذارين، وفي أول ستة دقائق من الشوط الثاني سجل عماد الحوسني الهدف الثاني لمنتخب عمان، وبعدها أضاف حسن ربيع هدفين الأول كان من تسديدة قوية من خارج منطقة الجزاء والثاني بعد تلقيه تمريره من هاشم صالح، وحصل لاعب منتخب عمان حسن ربيع على جائزة أفضل لاعب في المباراة.
المباراة الرابعة في المجموعة الأولى، الكويت والبحرينفي المباراة الرابعة في المجموعة الأولى التي لعبت بين منتخب الكويت لكرة القدم ومنتخب البحرين لكرة القدم حقق منتخب الكويت الفوز بهدف مقابل لا شيء وسجل الهدف مساعد ندا من ركلة ثابتة، وكانت بداية المباراة لمصلحة منتخب الكويت بتسديدة من أحمد عجب في الدقيقة الثالثة ورد عليه سلمان عيسى بتسديدة تصدى لها نواف الخالدي، وفي الدقيقة 28 من الشوط الأول تعرض أحمد عجب لعرقلة من محمد سيد عدنان ليحتسب الحكم ركلة ثابتة سجل منها مساعد ندا هدف المباراة، وفي الشوط الثاني سدد حسين بابا كرة ثابتة تصدى لها الحارس نواف الخالدي، وأضاع محمد حبيل كرة خطيرة في الدقيقة 78 بتسديدة للكرة خارج المرمى، وقبل نهاية المباراة بثلاثة دقائق تصدى نواف الخالدي لأكثر الفرص خطورة عندما لعب طلال يوسف كرة إلى عبد الله الدخيل تابعها برأسه ولكن الخالدي التقط الكرة من أمام عبد الله فتاي، وإثر هجمة مرتدة للكويت سدد بدر المطوع كرة لولبية تصدى لها حارس البحرين سيد محمد جعفر وأبعدها إلى ركنية، وحصل حارس مرمى منتخب الكويت نواف الخالدي على جائزة أفضل لاعب في المباراة.
المباراة الثالثة في المجموعة الثانية، الإمارات وقطرفي المباراة الثالثة في المجموعة الثانية التي لعبت بين منتخب الإمارات لكرة القدم ومنتخب قطر لكرة القدم، انتهت المباراة بالتعادل السلبي، واقتسم الفريقان المباراة، حيث كان منتخب الإمارات هو الأفضل في الشوط الأول من المباراة، وفي الشوط الثاني تحولت السيطرة إلى منتخب قطر، ولكنهما فشلا في تسجيل أي هدف في المباراة لتنتهي المباراة بالتعادل السلبي  وحصل القطري خلفان إبراهيم خلفان على جائزة أفضل لاعب في المباراة.
المباراة الرابعة في المجموعة الثانية، السعودية واليمنفي المباراة الرابعة في المجموعة الثانية التي لعبت بين منتخب السعودية لكرة القدم ومنتخب اليمن لكرة القدم التي انتهت بفوز السعودية 6-0، وسجل الأهداف ياسر القحطاني ومالك معاذ هدفين وعبد الله الشهيل وأحمد عطيف وأحمد الموسى، وفي الدقيقة 73 طرد اللاعب اليمني علي العمقي بسبب خشونته الزائدة، وشهد الشوط الأول خمسة أهداف، وبينما سجل الهدف السادس في الدقيقة 83 عن طريق مالك معاذ  وحصل لاعب منتخب السعودية أحمد عطيف على جائزة أفضل لاعب في المباراة.

#### الدور الثالث
المباراة الخامسة في المجموعة الأولى، عمان والبحرينانتهت المباراة الخامسة في المجموعة الأولى بين منتخب عمان لكرة القدم ومنتخب البحرين لكرة القدم بفوز منتخب عمان بهدفين مقابل لا شيء، وقد سجل هدفي عمان بدر الميمني وفوزي بشير، وأول فرص اللقاء كانت عمانية عندما تحصلوا على ركلة ركنية وصلت إلى محمد الشيبة الذي لعبها عالية في الدقيقة الثانية، وفي الدقيقة العاشرة تحصل بدر الميمني على الكرة خلف المدافعين وراوغ محمد سالمين ولكنه سدد الكرة بالحارس سيد محمد جعفر وعادت له الكرة مرة أخرى ليسددها في المرمى ولكن محمد سالمين قام بإبعادها، وفي الدقيقة الرابعة عشر تحصل منتخب عمان على ركلة حرة ثابتة خارج منطقة الجزاء ليسددها بدر الميمني في المرمى ليعلن عن الهدف الأول لمنتخب عمان، وكانت أولى محاولات منتخب البحرين في المباراة في الدقيقة 33 عندما تحصل علاء حبيل عندما سدد كرة مرت أمام المرمى، وفي الدقيقة 34 تلقى سلمان عيسى تمريره من علاء حبيل سددها فوق المرمى، وفي الدقيقة 64 سدد خليفة عايل كرة ثابتة تصدى لها حارس البحرين بسهولة، وفي الدقيقة 66 انطلق عبد الله فتاي بالكرة ليمررها لعبد الله الدخيل الذي تابعها ولكنها ارتطمت بالعارضة، وفي الدقيقة 71 مرر بدر الميمني كرة خلف المدافعين لتصل إلى فوزي بشير الذي انفرد بالحارس وسددها في المرمى ليعلن عن الهدف الثاني، وفي الدقيقة الثمانين لعب أحمد مبارك كرة بينية إلى حسن ربيع الذي انفرد بالحارس ولكن الحارس تصدى لها، وفي الدقيقة 90 من اللقاء طرد مدافع منتخب البحرين محمد حسين والدقيقة 96 طرد لاعب منتخب البحرين سيد محمود جلال.
المباراة السادسة في المجموعة الأولى، الكويت والعراقانتهت المباراة السادسة في المجموعة الأولى بين منتخب الكويت لكرة القدم ومنتخب العراق لكرة القدم بالتعادل 1-1، وقد سجل هدف منتخب الكويت خالد خلف وسجل هدف منتخب العراق علاء عبد الزهرة، وكانت أولى هجمات اللقاء للعراق عند تحصل سامر سعيد على الكرة وسددها فوق المرمى في الدقيقة الثالثة، وردت الكويت بهجمة معاكسة قادها بدر المطوع الذي مرر الكرة إلى أحمد عجب الذي أرسلها إلى المرمى ولكن الحارس محمد كاصد تصدى لها على دفعتين في الدقيقة السابعة، وفي الدقيقة 15 أضاع عماد محمد انفراد صريح بالحارس نواف الخالدي، وأضاع هوار ملا محمد كرة عرضية من علاء عبد الزهرة عندما سددها من مسافة قريبة فوق المرمى في الدقيقة 24، وفي الدقيقة 31 حاول أحمد عجب مرة أخرى برأسية من عرضية خالد خلف فوق المدافع خلدون إبراهيم إلا أنه لعبها للحارس، وحصل منتخب الكويت على ركلة ركنية في الدقيقة 37 لعبها بدر المطوع قصيرة إلى طلال نايف الذي لعبها داخل منطقة الجزاء ليحولها خالد خلف في المرمى ليعلن عن هدف المباراة الأول، لينتهي الشوط الأول بتقدم الكويت بهدف، وفي الشوط الثاني مرر علاء عبد الزهرة كرة في قوس منطقة الجزاء إلى مصطفى كريم الذي أضاعها، وبعدها انطلق أحمد عجب بالكرة من منتصف الملعب وسدد الكرة في الجانب الأيمن من المرمى، في الدقيقة 66 أدرك العراق التعادل بعد أن اشترك لاعب مع حارس مرمى الكويت نواف الخالدي وسقطت الكرة من يديه ليحولها هوار ملا محمد إلى علاء عبد الزهرة الذي سددها في المرمى.
المباراة الخامسة في المجموعة الثانية، قطر واليمنانتهت المباراة الخامسة في المجموعة الثانية بين منتخب قطر لكرة القدم ومنتخب اليمن لكرة القدم بفوز منتخب قطر بهدفين مقابل هدف، وقد سجل هدفي منتخب قطر موسى هارون ومجدي صديق وسجل هدف منتخب اليمن علي النونو، وكانت أولى الهجمات في المباراة هي ركلة ركنية لمنتخب قطر رفعت إلى موسى هارون الذي حولها إلى المرمى بعيدا عن الحارس سالم عوض ليحقق الهدف الأول لمنتخب قطر، وفي الدقيقة 19 سدد عادل لامي كرة أمسكها سالم عوض، وفي الدقيقة 23 مرر علي النونو كرة إلى ياسر باصهي الذي انفرد بالحارس محمد صقر وسددها في الزاوية اليمنى ولكن المدافع ماركوني أميرال أبعدها من على خط المرمى، وفي الدقيقة 31 تحصل منتخب اليمن على ركلة جزاء بعد أن قام مسعد الحمد بعرقلة ياسر باصهي ليحتسب الحكم ركلة جزاء سددها علي النونو في الزاوية اليسرى للحارس محمد صقر، وفي الدقيقة الأولى من الوقت البدل الضائع في الشوط الأول مرر سيد علي البشير كرة عرضية أفلتت من يدي الحارس سالم عوض لتصل إلى سباستيان سوريا ولكن الحارس عاد وانقض على الكرة مرة أخرى، وفي الدقيقة 66 مرر سباستيان سوريا كرة عرضية إلى حسن الهيدوس الذي سددها ولكن الحارس تصدى لها بسهولة، ومنح الحكم خلال المباراة سبعة دقائق وقتا بدل ضائع، وتحصل منتخب قطر على ركلة حرة قريبة من منطقة الجزاء ليحتج بعدها لاعبوا منتخب اليمن ويطرد محمد صالح، ويسجل من الركلة مجدي صديق هدف الفوز في الدقيقة 97 من الوقت الضائع، ويطرد بعدها علي النونو بسبب احتجاجه.
المباراة السادسة في المجموعة الثانية، الإمارات والسعوديةانتهت مباراة منتخب السعودية لكرة القدم ومنتخب الإمارات لكرة القدم بفوز السعودية بثلاثة أهداف مقابل لا شيء، وقد سجل الأهداف ياسر القحطاني وعبد الله الزوري وأحمد الفريدي، وأول كرات المباراة كانت من ياسر القحطاني من ركلة حرة علت المرمى في الدقيقة الخامسة، وفي الدقيقة الثالثة عشر سدد الإماراتي فارس جمعة كرة رأسية بين يدي الحارس وليد عبد الله، وقطع وليد عبد الله كرة من إسماعيل مطر بعد تمريره من عبد الرحيم جمعة في الدقيقة 21، وفي الدقيقة 26 سدد إسماعيل مطر كرة قوية من ثلاثين متر مرة بجانب القائم الأيسر، وفي الدقيقة 39 تلقى ياسر القحطاني كرة في منتصف الملعب وسدد قريبة من القائم الأيسر، وفي الشوط الثاني تلقى ياسر القحطاني كرة خلف المدافعين من قبل أحمد الفريدي فراوغ الحارس ماجد ناصر وسددها في المرمى في الدقيقة 58، وفي الدقيقة 70 قام عبد الله الزوري بمجهود فردي في الجهة اليسرى وتخطى مدافعين وسدد الكرة في المرمى ليسجل الهدف الثاني، وبعد دقيقتين مرر ياسر القحطاني الكرة إلى أحمد الفريدي الذي سددها في المرمى الخالي.

### الدور النصف نهائي
المباراة الأولى، عمان وقطرانتهت مباراة منتخب عمان لكرة القدم ومنتخب قطر لكرة القدم بفوز منتخب عمان بنتيجة 1-0، وسجل الهدف العماني حسن ربيع، وبذلك تأهل منتخب عمان إلى النهائي للمرة الثالثة على التوالي، وفي الدقيقة التاسعة عشر تلقى حسن ربيع كرة طويلة من المدافع محمد الشيبة خلف المدافعين وسددها في المرمى معلنا إحرازه هدف المباراة، وفي الدقيقة 36 تلقى عماد الحوسني كرة في منطقة الجزاء وسددها في الشباك الجانبي للمرمى، وفي الدقيقة 74 سدد ماركوني أميرال كرة رأسية من ركلة ركنية تصدى لها الحارس العماني علي الحبسي، وسدد سباستيان سوريا كرة من خارج منطقة الجزاء ولكن الحارس تصدى لها مرة أخرى.
المباراة الثانية السعودية والكويتانتهت مباراة منتخب السعودية لكرة القدم ومنتخب الكويت لكرة القدم بفوز منتخب السعودية بهدف مقابل لا شيء سجله أحمد الفريدي، في الدقيقة الثامنة عشر سدد أحمد عطيف كرة قوية من خارج منطقة الجزاء ارتدت من العارضة ووصلت بعد ذلك إلى مالك معاذ الذي سددها فوق المرمى، وفي الدقيقة التاسعة عشر سدد صالح الشيخ كرة مرت بجانب القائم الأيمن، وفي الدقيقة الثانية والعشرون لعب حسين فاضل كرة رأسية علت المرمى، وفي الدقيقة 62 تلقى مساعد ندا كرة من بدر المطوع داخل منطقة الجزاء فسددها بميناه عالية فوق المرمى، وفي الدقيقة 64 اخترق تيسير الجاسم دفاع الكويت ومرر الكرة إلى أحمد الفريدي الذي سدد الكرة في المرمى ليسجل هدف بلاده، وهي المرة الأولى التي يتأخر فيها منتخب الكويت في البطولة، وفي الدقيقة الثالثة من الوقت بدل الضائع سدد مساعد ندا كرة قوية من خارج منطقة الجزاء تصدى لها وليد عبد الله.

### النهائي
المباراة النهائية، عمان والسعوديةانتهت مباراة منتخب عمان لكرة القدم ومنتخب السعودية لكرة القدم بفوز منتخب عمان بركلات الجزاء الترجيحية 6-5 بعد تعادل الفريقين في زمن المباراة الأصلي والإضافي بنتيجة 0-0 وأحرز بذلك منتخب عمان لكرة القدم لقب بطولة كأس الخليج للمرة الأولى بتاريخه، وهو سادس منتخب يحرز لقب البطولة على أرضه وهي المرة الثالثة على التوالي التي يحرز فيها صاحب الأرض البطولة بعد منتخب قطر لكرة القدم ومنتخب الإمارات لكرة القدم، وهو أول فوز على منتخب السعودية في لقاءاتهم في بطولة كأس الخليج التي وصلت إلى 12 مباراة، وقد حافظ المنتخبين على نظافة شباكهما طوال البطولة، وفي المباراة سيطرت عمان على مجريات المباراة في الشوطين الأصليين بينما في الأشواط الإضافية كان اللعب سجالا بين الفريقين، وتصدت العارضة لكرتين للمنتخب العماني في الشوطين الأصليين، بينما تصدى علي الحبسي لفرصة خطيرة في الدقيقة الأخيرة من الشوط الإضافي الثاني لينتهي الوقت الإضافي ويتجه الفريقين لركلات الجزاء الترجيحية، وقد سجل للسعودية ياسر القحطاني وسعود كريري ورضا تكر وأحمد عطيف وأسامة هوساوي وأضاع تيسير الجاسم الركلة السادسة، بينما سجل لعمان خليفه عايل وإسماعيل العجمي وحسن مظفر وهاشم صالح وفوزي بشير ومحمد ربيع.

### المجموعة أ
| م | الفريق   | لعب | ف | ت | خ | أ.له | أ.ع | أ.ف | نقاط | التأهل                        |
| - | -------- | --- | - | - | - | ---- | --- | --- | ---- | ----------------------------- |
| 1 | عمان (H) | 3   | 2 | 1 | 0 | 6    | 0   | +6  | 7    | التقدم إلى مرحلة خروج المغلوب |
| 2 | الكويت   | 3   | 1 | 2 | 0 | 2    | 1   | +1  | 5    | التقدم إلى مرحلة خروج المغلوب |
| 3 | البحرين  | 3   | 1 | 0 | 2 | 3    | 4   | −1  | 3    |                               |
| 4 | العراق   | 3   | 0 | 1 | 2 | 2    | 8   | −6  | 1    |                               |

| عمان | 0–0 | الكويت |
| ---- | --- | ------ |
|      |     |        |

| البحرين                                                                | 3–1 | العراق                 |
| ---------------------------------------------------------------------- | --- | ---------------------- |
| عبد الله ياسر 28' · سيد محمد عدنان 69' (ركلة.) · عبد الله الدخيل 90+2' |     | يونس محمود 81' (ركلة.) |

| العراق | 0–4 | عمان                                      |
| ------ | --- | ----------------------------------------- |
|        |     | حسن ربيع 23'، 65'، 79' · عماد الحوسني 50' |

| البحرين | 0–1 | الكويت        |
| ------- | --- | ------------- |
|         |     | مساعد ندا 28' |

| عمان                            | 2–0 | البحرين |
| ------------------------------- | --- | ------- |
| بدر الميمني 14' · فوزي بشير 71' |     |         |

| العراق              | 1–1 | الكويت       |
| ------------------- | --- | ------------ |
| علاء عبد الزهرة 66' |     | خالد خلف 37' |

### المجموعة ب
| م | الفريق                   | لعب | ف | ت | خ | أ.له | أ.ع | أ.ف | نقاط | التأهل                        |
| - | ------------------------ | --- | - | - | - | ---- | --- | --- | ---- | ----------------------------- |
| 1 | السعودية                 | 3   | 2 | 1 | 0 | 9    | 0   | +9  | 7    | التقدم إلى مرحلة خروج المغلوب |
| 2 | قطر                      | 3   | 1 | 2 | 0 | 2    | 1   | +1  | 5    | التقدم إلى مرحلة خروج المغلوب |
| 3 | الإمارات العربية المتحدة | 3   | 1 | 1 | 1 | 3    | 4   | −1  | 4    |                               |
| 4 | اليمن                    | 3   | 0 | 0 | 3 | 2    | 11  | −9  | 0    |                               |

| الإمارات العربية المتحدة                                        | 3–1 | اليمن            |
| --------------------------------------------------------------- | --- | ---------------- |
| محمد عمر 6' (ركلة.) · إسماعيل الحمادي 14' · محمد سعيد الشحي 67' |     | علي النونو 90+1' |

| السعودية | 0–0 | قطر |
| -------- | --- | --- |
|          |     |     |

| قطر | 0–0 | الإمارات العربية المتحدة |
| --- | --- | ------------------------ |
|     |     |                          |

| السعودية                                                                                      | 6–0 | اليمن |
| --------------------------------------------------------------------------------------------- | --- | ----- |
| ياسر القحطاني 4' · مالك معاذ 11'، 83' · عبد الله الشهيل 18' · أحمد عطيف 19' · أحمد الموسى 36' |     |       |

| قطر                              | 2–1 | اليمن          |
| -------------------------------- | --- | -------------- |
| موسى هارون 13' · مجدي صديق 90+8' |     | علي النونو 31' |

| الإمارات العربية المتحدة | 0–3 | السعودية                                                   |
| ------------------------ | --- | ---------------------------------------------------------- |
|                          |     | ياسر القحطاني 58' · عبد الله الزوري 70' · أحمد الفريدي 72' |

## الإقصائيات

### الدور النصف نهائي
| عمان     | 0:1 | قطر |
| -------- | --- | --- |
| حسن ربيع |     |     |

| السعودية     | 0:1 | الكويت |
| ------------ | --- | ------ |
| أحمد الفريدي |     |        |

### النهائي
| عمان | 0:0 | السعودية |
| ---- | --- | -------- |
|      |     |          |

## أحداث من البطولة
قام لاعبوا منتخب الكويت لكرة القدم بارتداء الكوفية الفلسطينية قبل بدء مباراتهم مع منتخب عمان لكرة القدم تضامنا من الشعب الفلسطيني، وقامت الجماهير العمانية برفع لافته كتب عليها «في قلوبنا يا غزة».
انتقد العمانيون حكم مباراتهم مع منتخب الكويت لكرة القدم الأوزبكي رافشان إرماتوف، وقال نائب رئيس الاتحاد العماني لكرة القدم سالم الوهيبي بأن فريقه تلاحقه لعنة التحكيم، حيث خسر في نهائي البطولة السابق بسبب التحكيم، وتعادل مع الكويت بسبب التحكيم.
وفي يوم 5 يناير 2009 قررت اللجنة المنظمة للبطولة إيقاف العراقي علي رحيمه حتى نهاية الدورة لما بدر منه في مباراتهم مع منتخب البحرين لكرة القدم وفرضت عليه غرامة مالية بلغت 1300 دولار أمريكي.
في يوم 8 يناير 2009 قد أمرت الهيئة العامة للشباب والرياضة الكويتية بتخصيص طائرتين لتسيير الجماهير إلى مباراة منتخب الكويت لكرة القدم ومنتخب العراق لكرة القدم الأخيرة في المجموعة الأولى، وقد طالب النائب في مجلس الأمة الكويتي عبد العزيز الشايجي بتسيير أربعة رحلات للجماهير لمؤازرة المنتخب، وفي يوم 9 يناير 2009 قال وزير الشؤون الاجتماعية والعمل بدر الدويلة بأن الأمير صباح الأحمد الصباح أمر بتخصيص طائرة أميرية لنقل الجماهير إلى مسقط.
في يوم 9 يناير 2009 أطلق الشيخ حمدان بن زايد آل نهيان نائب رئيس مجلس الوزراء الإماراتي برعاية اللاعبين السابقين في دورات الخليج السابقة وإعطائهم الضمان الصحي بعد الاعتزال.
في يوم 9 يناير 2009 تمت إقالة مدرب منتخب اليمن لكرة القدم المصري محسن صالح وتم تعيين مساعد حمزة الجمل بدلا عنه، ولكن الجهاز المساعد له قد قدم استقالته تعاطفا معه، وتمت إقالته بسبب خسارة منتخب اليمن أمام منتخب السعودية لكرة القدم بنتيجة 6-0، وتم تكليف المدرب اليمني سامي نعاش لقيادة الفريق في مباراتهم الأخيرة أمام منتخب قطر لكرة القدم.
بعد خروج منتخب البحرين لكرة القدم من البطولة، أعلن المدرب التشيكي ميلان ماتشالا بأن هذه البطولة هي آخر بطولة خليج يشارك فيها.
دعا جوزيف بلاتر رئيس الاتحاد الدولي لكرة القدم إلى تثبيت موعد بطولة كأس الخليج وتشكيل لوائح خاصة بها ولجنة منظمة دائمة حتى يتمكن الاتحاد الدولي من اعتمادها في روزنامته الدولية.

## الإحصائيات
| الفريق   | لعب | فاز | تعادل | خسر | له | عليه | الطرد |
| -------- | --- | --- | ----- | --- | -- | ---- | ----- |
| عمان     | 5   | 3   | 2     | 0   | 7  | 0    | 0     |
| السعودية | 5   | 3   | 2     | 0   | 10 | 0    | 0     |
| الكويت   | 4   | 1   | 2     | 1   | 2  | 2    | 0     |
| قطر      | 4   | 1   | 2     | 1   | 2  | 2    | 0     |
| البحرين  | 3   | 1   | 0     | 2   | 3  | 4    | 2     |
| العراق   | 3   | 0   | 1     | 2   | 2  | 8    | 4     |
| الإمارات | 3   | 1   | 1     | 1   | 3  | 4    | 1     |
| اليمن    | 3   | 0   | 0     | 3   | 2  | 11   | 4     |

أكثر الفرق تسجيلا للأهداف
- السعودية (10 أهداف)

أقل الفرق تسجيلا للأهداف
- قطر (هدفين)
- الكويت (هدفين)
- اليمن (هدفين)
- العراق (هدفين)

أقل الفرق استقبالا للأهداف
- عمان (ولا هدف)
- السعودية (ولا هدف)

أكثر الفرق استقبالا للأهداف
- اليمن (11 هدف) [41]

وقت تسجيل الأهداف
- من الدقيقة 1 إلى 30 من المباراة: 9 أهداف بنسبة 47.34% [41]
- من الدقيقة 30 إلى 60 من المباراة: هدفين بنسبة 10.5% [41]
- من الدقيقة 60 إلى 90 من المباراة: 8 أهداف بنسبة 42.11% [41]

طريقة إحراز الأهداف
- 12 هدف أحرز من داخل منطقة الجزاء.[41]
- 3 أهداف من ركلات جزاء.[41]
- 3 أهداف من خارج منطقة الجزاء.[41]
- هدفين من ضربة حرة مباشرة.[41]

صناعة الأهداف
- أكثر اللاعبين صنعا للأهداف هو مالك معاذ بثلاثة أهداف.[41]

### الهداف
أربعة أهداف
- حسن ربيع

هدفين
- مالك معاذ
- ياسر القحطاني
- أحمد الفريدي
- علي النونو

هدف واحد
- عبد الله عمر
- محمد سيد عدنان
- عبد الله الدخيل
- يونس محمود
- علاء عبد الزهرة
- محمد عمر
- إسماعيل الحمادي
- محمد سعيد الشحي
- مساعد ندا
- خالد خلف
- عماد الحوسني
- بدر الميمني
- فوزي بشير
- عبد الله الشهيل
- أحمد عطيف
- أحمد الموسى
- عبد الله الزوري
- مجدي صديق
- موسى هارون

### الانضباط
أول حالة طرد
- هيثم كاظم (منتخب البحرين لكرة القدم ومنتخب العراق لكرة القدم 1:3 في 4 يناير 2009).[11]

حالات الطرد
- هيثم كاظم (منتخب البحرين لكرة القدم ومنتخب العراق لكرة القدم 1:3 في 4 يناير 2009).[11]
- نور صبري (منتخب البحرين لكرة القدم ومنتخب العراق لكرة القدم 1:3 في 4 يناير 2009).[11]
- محمد علي عماري (منتخب الإمارات لكرة القدم ومنتخب اليمن لكرة القدم 1:3 في 5 يناير 2009).[14]
- فارس جمعة (منتخب الإمارات لكرة القدم ومنتخب اليمن لكرة القدم 1:3 في 5 يناير 2009).[14]
- جاسم غلام (منتخب عمان لكرة القدم ومنتخب العراق لكرة القدم 4-0 في 7 يناير 2009).[16]
- علي العمقي (منتخب السعودية لكرة القدم ومنتخب اليمن لكرة القدم 6-0 في 8 يناير 2009).[20]
- محمد حسين (منتخب عمان لكرة القدم ومنتخب البحرين لكرة القدم 2-0 في 10 يناير 2009).[21]
- سيد محمود جلال (منتخب عمان لكرة القدم ومنتخب البحرين لكرة القدم 2-0 في 10 يناير 2009).[21]
- محمد صالح (منتخب قطر لكرة القدم ومنتخب اليمن لكرة القدم 2-1 في 11 يناير 2009).[23]
- علي النونو (منتخب قطر لكرة القدم ومنتخب اليمن لكرة القدم 2-1 في 11 يناير 2009).[23]

## وصلات خارجية
- الموقع الدائم لكأس الخليج العربي نسخة محفوظة 5 فبراير 2006 على موقع واي باك مشين.
- الموقع الرسمي لبطولة كأس الخليج العربي التاسعة عشر